# Afeganistão nos Jogos Olímpicos de Verão de 1972
O Afeganistão competiu nos Jogos Olímpicos de Verão de 1972 em Munique, Alemanha Ocidental, de 26 de agosto a 11 de setembro de 1972. Foram enviados 8 atletas, que competiram nas Lutas.
| Atleta             | Esporte | Evento                                    |
| ------------------ | ------- | ----------------------------------------- |
| Mohammad Arref     | Lutas   | Livre masculina, peso mosca               |
| Ghulam Dastagir    | Lutas   | Livre masculina, peso médio               |
| Ahmad Djan         | Lutas   | Livre masculina, peso galo                |
| Djan-Aka Djan      | Lutas   | Greco-romana e livre masculina, peso leve |
| Mohammad Ebrahimi  | Lutas   | Greco-romana e livre masculina, peso pena |
| Alam Mir           | Lutas   | Greco-romana e livre masculina, peso galo |
| Shakar Khan Shakar | Lutas   | Livre masculina, peso meio-médio          |
| Ghulam Sideer      | Lutas   | Livre masculina, peso meio-médio          |